# Anopsicus lewisi
Anopsicus lewisi là một loài nhện trong họ Pholcidae. Loài này được phát hiện ở Jamaica.